# Tamara Kinzuraschwili
Tamara Kinzuraschwili (georgisch თამარ კინწურაშვილი; * 8. Mai 1970 in Zqaltubo, Georgische SSR) ist eine georgische Journalistin. Seit August 2005 ist sie Generaldirektorin des Öffentlichen Rundfunks Georgiens (SSM).

## Leben
Sie studierte Journalismus an der Staatlichen Universität Tiflis, machte Praktika bei den Tageszeitungen New York Times und Washington Post sowie der Nachrichtenagentur Reuters. 1994 legte sie ihr Examen ab.
Von 1993 bis 1995 arbeitete sie als freie Mitarbeiterin für Georgiens erste parteiunabhängige Tageszeitung, Droni (dt. Die Zeit). 1995 wurde sie dort politische Redakteurin, 1999 stellvertretende Chefredakteurin. Ab Oktober 1999 schrieb sie für die US-Zeitung Desert News. 2001 wechselte sie vorübergehend als Public-Relations-Managerin zum georgisch-französischen Weinproduzenten Castel Georgia.
Im gleichen Jahr wurde sie Mitarbeiterin des Freiheitsinstituts in Tiflis, übernahm die Leitung des Programms für Kommunikation und Medien. Sie verfasste und veröffentlichte georgische Standardwerke zur Pressefreiheit und zur Selbstregulierung der Medien.
Im März 2005 wurde sie vom georgischen Parlament in das Kuratorium des Öffentlichen Rundfunks Georgiens gewählt, wo sie zur stellvertretenden Kuratoriumsvorsitzenden aufrückte. Am 22. August wählte sie das Kuratorium auf sechs Jahre zur Generaldirektorium der Rundfunkanstalt. Sie beendete die auf Protektion beruhenden, überkommenen Personalstrukturen, unterwarf alle Mitarbeiter einer qualitativen Evaluierung und stellte neue Mitarbeiter ein.
2025 erhielt sie den Freedom of Speech Award der Deutschen Welle für ihr „entscheidendes Engagement im Kampf gegen Desinformation in Georgien“.
Kinzuraschwili ist ledig. Sie spricht georgisch, englisch und russisch.

## Werke
- Freedom of Expression in USA and in Europe. Bd. 1, Liberty Institute, Tbilisi 2005 (Hrsg.)
- Freedom of Expression in Georgia. Bd. 2, Liberty Institute, Tbilisi 2005 (mit Surab Adeischwili)
- Media and Law. Liberty Institute, Tbilisi 2004 (Hrsg.)
- The Media self-regulation Guide. Liberty Institute, Tbilisi 2003 (Hrsg.)
- Professional Standard of the Media. Liberty Institute, Tbilisi 2002